# Dienstgrade der Streitkräfte des Vereinigten Königreichs
Dieser Artikel zeigt die Dienstgrade der Streitkräfte des Vereinigten Königreichs.

## British Army (Heer)

### Generalität
|  |  |  |  |

### Offizierkorps
|  |  |  |  |  |  |  |

### Unteroffiziere
|  |  |  |  |  |  |  |

### Mannschaftsdienstgrade
|  | Kein Abzeichen |

Der Rang der Soldstufe OR-7 weist eine Besonderheit auf. Colour Sergeant ist ein Rang der Infanterieregimenter der British Army und ist gleichbedeutend mit einem Staff Sergeant der Panzertruppe.
Die zwei höchsten Unteroffizierdienstgrade der British Army sind die Warrant Officer Class 1 und 2. Die Abzeichen sind im Allgemeinen die königliche Krone (WOII) und das königliche Wappen (WOI). Jedoch gibt es auch hier eine Besonderheit, denn auf speziellen Posten tragen die WO kranzumrandete Abzeichen. Dies ist einmal der Posten des Conductor und zum anderen des Quartermaster Sergeant.
Wie am Namen zu erkennen, ist der Brigadier (OF-6) zwar meist Kommandeur einer Brigade, aber heute, im Gegensatz zu vielen anderen Armeen, nicht mehr Angehöriger der Generalität.
Der Rang des Field Marshal (OF-10) wurde seit Ende der 1990er nicht mehr verliehen. Er ist heute für Zeiten des Krieges vorbehalten oder kann ehrenhalber verliehen werden.

## Royal Air Force (Luftwaffe)
In der Regel übernehmen die Luftstreitkräfte die Ränge des Heeres. Nicht so bei der RAF. Die Royal Air Force hat – im Gegensatz zu fast allen anderen Luftstreitkräften – ein ureigenes System von Rangbezeichnungen entwickelt, welches sich an den Bezeichnungen der Einheiten (Staffel, Gruppe, Geschwader) orientiert.

### Generalität
|  |  |  |  |

### Offizierskorps
|  |  |  |  |  |  |  |

### Unteroffiziere
|  |  | Kein Äquivalent |

### Mannschaftsdienstgrade
|  |  |  | Kein Abzeichen |

Anmerkungen
1. Der Air Commodore (OF-6) ist, im Gegensatz zu vielen anderen Armeen, kein Angehöriger der Generalität.
2. Die Royal Air Force hat nur einen Unteroffizierdienstgrad mit dem Titel Warrant Officer und hat damit keine Äquivalent zum Warrant Officer Class 2, wie etwa die British Army oder die Royal Navy.
3. Der Sergeant Aircrew, der Flight Sergeant Aircrew und der Master Aircrew sind eine besondere Gruppe von Dienstgraden, die innerhalb fliegender Verbände vergeben werden.
4. Der Marshal of the Royal Air Force ist ein Dienstgrad, der für Zeiten des Krieges reserviert ist und wurde seit 1993 nicht mehr vergeben.

## Royal Navy (Marine)

### Admiralität
|  |  |  |  |

### Offizierkorps
|  |  |  |  |  |  |  |

### Unteroffiziere
|  |  |  |  |  |

### Mannschaftsdienstgrade
| Kein Abzeichen | Kein Abzeichen |

Anmerkungen
1. Die zwei höchsten Unteroffizierdienstgrade der Royal Navy sind die Warrant Officer Class 1 und 2. Die Abzeichen sind die königliche Krone (WOII) und das königliche Wappen (WOI).
2. Seit dem 1. April 2004 existiert der Dienstgrad des Warrant Officer Class 2 in der Royal Navy. Davor wurde diese Position vom Dienstgrad Charge Chief Petty Officer (CCPO), der ebenfalls über dem Chief Petty Officer angesiedelt war, ausgefüllt. Bei der Einführung des WOII wurden alle CCPO in diesen Rang befördert.
3. Der Commodore ist eine an den Dienstposten gebundene Bezeichnung für einen dienstälteren Captain, die nach Verlassen des Dienstpostens wieder entfällt. Er ist jedoch nicht Angehöriger der Admiralität.
4. Der Rang des Admiral of the Fleet (OF-10) wurde seit 1995 nicht mehr verliehen. Er ist heute für Zeiten des Krieges vorbehalten oder kann ehrenhalber verliehen werden.

## Royal Marines (Marineinfanterie)

### Generalität
|  |  |  |  |

### Offizierskorps
|  |  |  |  |  |  |  |

### Unteroffiziere
|  |  |  |  |  |

### Mannschaftsdienstgrade
|  | Kein Abzeichen |

Anmerkungen
1. Die zwei höchsten Unteroffizierdienstgrade der Royal Marines sind die Warrant Officer Class 1 und Warrant Officer Class 2
2. Die Abzeichen sind die königliche Krone (WOII) und das königliche Wappen (WOI).
3. Wie am Namen zu erkennen, ist der Brigadier (OF-6) zwar meist Kommandeur einer Brigade aber, im Gegensatz zu vielen anderen Armeen, nicht Angehöriger der Generalität.